# Lalla Rookh (gebouwencomplex)
Het gebouwencomplex Lalla Rookh vormt een gemeenschapscentrum voor Hindoestanen aan de Lalla Rookhweg in Paramaribo, Suriname.

## Geschiedenis
Het gebouw werd in 1973 aan de gemeenschap aangeboden, tijdens de viering van 100 jaar Hindoestaanse immigratie. Het wordt beheerd door de Nationale Stichting Hindostaanse Immigratie (NSHI). Zij financierde een miljoen gulden en uit Nederlands ontwikkelingsgeld kwam drie miljoen gulden.
Het zou geopend worden op 5 juni 1973, bij de herdenking van 100 jaar Hindoestaanse Immigratie. Er werd toen wel een symbolische handeling verricht en een nierboon geplant, die voor veel Hindoestanen als heilig wordt beschouwd. De opening vond uiteindelijk pas plaats op 13 december 1980. In de jaren tachtig verviel het complex. Toen daarna het dak instortte, kregen onkruid en zwerfvuil vrij spel. In 2002 werd begonnen met de wederopbouw. In 2012 werd het zalencentrum geopend.

## Museum
In 2016 werd het museum geopend. Het museum laat de geschiedenis en het cultureel erfgoed van de  Hindoestaanse bevolkingsgroep in Suriname zien. Het is beperkt open, vrijdags van 18:00 tot 20:00 uur (stand 2022). De museumruimte is ongeveer 300m2. 

## Overige functies
In gebouw 1 bevinden zich verschillende zalen met trainings- en vergaderfaciliteiten. Er is een restaurant en een groot party-terras. Het museum maakt ook gebruik van de filmzaal in hetzelfde gebouw. De grote schouwburg die ook tot het complex behoort is vervallen en plannen voor restauratie zijn nog niet uitgevoerd.